# Bettone Cini
Bettone Cini (Campi Bisenzio, ... – Pesaro, 1343) è stato un politico italiano, protagonista suo malgrado di un'efferata vendetta politica.

## Biografia
Discendente di un'antica famiglia di Campi Bisenzio e figlio di Cino, Priore della Repubblica nel 1329, entrò presto nelle simpatie di Gualtieri VI di Brienne, signore di Firenze, che lo designò a condurre il Carroccio in guerra, incarico prestigioso che gli accordò numerosi privilegi fiscali nel contado.
Nel 1343 Bettone Cini fu improvvisamente arrestato per ordine dello stesso Gualtieri, con l'accusa di aver sparlato in malo modo del proprio signore. Condannato sommariamente, Cini fu sottoposto alla mutilazione della lingua e poi condotto incatenato per le vie di Firenze mentre un soldato lo accompagnava con la lingua strappata issata su una lancia. A tale dolorosa tortura, si aggiunse la condanna all'esilio a Pesaro, dove Cini morì poco tempo dopo.
Gli storici fiorentini del passato si sono divisi sul giudizio da dare sulla figura di Bettone Cini: alcuni lo descrissero come un amante della libertà e del bene della città; Scipione Ammirato invece lo descrisse come un uomo avido, che forse pagò la sua sete di sempre nuovi privilegi; Giovanni Villani, pur condannandone l'efferata condanna e le sue modalità, disse senza pudori che in fondo la punizione se l'era meritata, essendo "villano gabelliere e colla peggiore lingua che uomo di Firenze".
Giudizi a parte, lo spettacolo dell'arresto e della tortura di un personaggio fino ad allora potente e rispettato fece sì che cominciasse a covare un sordo odio verso il Brienne, che poco dopo venne cacciato dalla città da una rivolta popolare.